# Эдам

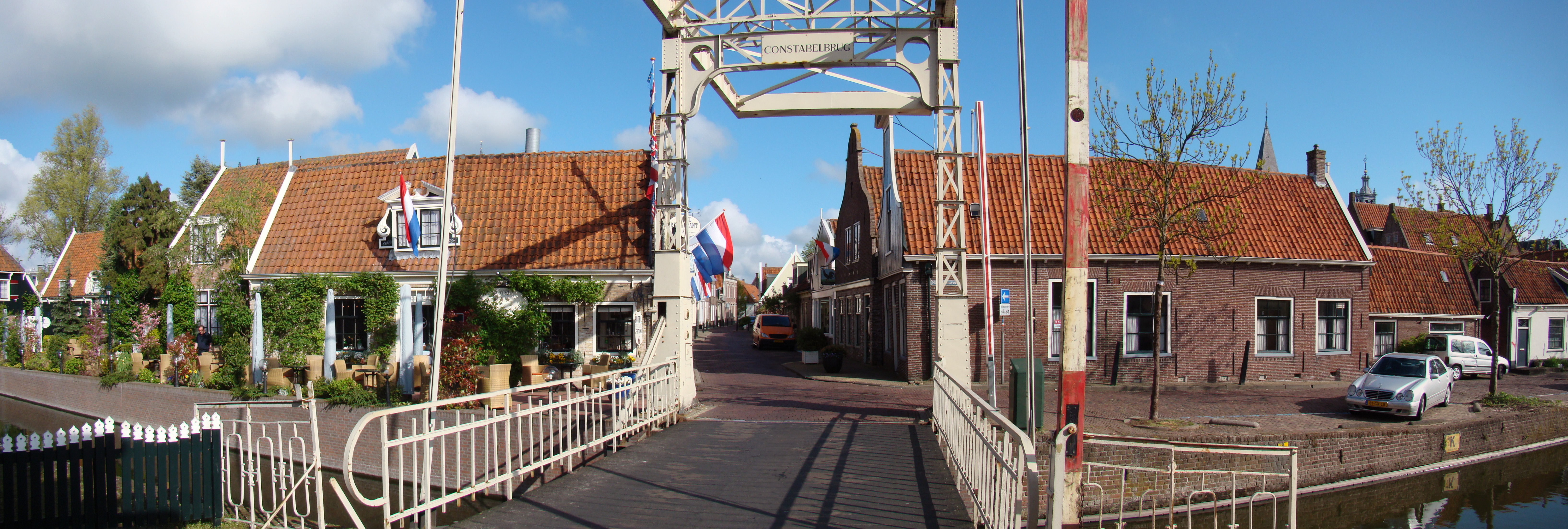
Эдам в 2010

Эда́м — небольшой город в провинции Северная Голландия, Нидерланды. Входит в состав общины Эдам-Волендам. Окрестности города — родина популярного во всём мире одноимённого сыра.

## История
Эдам возник у дамбы на реке IJe (также Ee), которая впадала в Зёйдерзе. Эдам известен со второй четверти XIII века. Статус города получил в 1357 году. К XVI веку Эдам стал одним из крупнейших судостроительных центров Северной Голландии, но к концу следующего века судостроение здесь пришло в упадок. В 1526 году Карл V даровал Эдаму право на еженедельное проведение ярмарок. Официальные сырные ярмарки проводились в Эдаме до 1922 года.